# 多治比乙安
多治比 乙安（たじひ の おとやす、生没年不詳）は、奈良時代の貴族。官位は従五位上・鋳銭長官。

## 経歴
称徳朝の神護景雲2年（768年）鋳銭次官の官職にあったが、公務に精励していることを賞されて、長官の阿倍清成とともに昇叙を受け、乙安は従五位下に叙爵された。
宝亀7年（776年）7月に畿内諸国に対して検税使が派遣されると、乙安は河内国および和泉国を担当する。宝亀10年（779年）出羽守として地方官に転じるが、天応元年（781年）の光仁上皇崩御に際しては作路司を務めている。
桓武朝初頭の天応2年（782年）右少弁として京官に復すが、延暦3年（784年）肥後守に転じる。延暦9年（790年）鋳銭長官に任ぜられて再び鋳銭司の官職に就き、延暦10年（791年）には23年ぶりに昇叙されて従五位上に至った。

## 官歴
『続日本紀』による。
- 時期不詳：正六位上。鋳銭次官
- 神護景雲2年（768年） 5月21日：従五位下
- 宝亀7年（776年） 7月15日：河内和泉検税使
- 宝亀10年（779年） 9月21日：出羽守
- 天応元年（781年） 12月23日：作路司（光仁上皇崩御）
- 天応2年（782年） 6月27日：右少弁
- 延暦3年（784年） 3月14日：肥後守
- 延暦9年（790年） 10月17日：鋳銭長官
- 延暦10年（791年） 正月7日：従五位上